# يوهان غيورغ إلزر
يوهان غيورغ إلزر  (بالألمانية: Georg Elser)‏ نجار ألماني حاول اغتيال الزعيم الألماني أدولف هتلر، وذلك بزرع عبوة ناسفة في أحد القاعات التي كان مقرراً اني يلقي فيها هتلر خطبته، لكن محاولته باءت بالفشل حيث خرج هتلر قبل انفجار العبوة بدقائق، وقبض عليه ووضع في السجن وحكم عليه بالإعدام .
كانت القنبلة التي أعدها وزرعها ألسر خلسة على مدى أسابيع قد جرى تصميمها بشكل محكم، فقد بطن جهاز التوقيت الخاص بها بالفلين لاخفاء صوته. وكان ألسر قد بدأ يخطط لاغتيال هتلر في العام السابق . ودرج هتلر على القاء كلمته السنوية في نفس التوقيت، ولكن في هذه المرة غادر المكان قبل الوقت المحدد وعجل بالعودة إلى العاصمة برلين للاجتماع بقادته العسكريين. وبعد 13 دقيقة من مغادرته القاعة، انفجرت القنبلة مسببة مقتل 8 أشخاص ودمارا هائلا، فقد انهار سقف القاعة وهوى على المكان الذي هتلر يلقي كلمته منه قبل دقائق فقط.

## روابط خارجية
- يوهان غيورغ إلزر على موقع IMDb (الإنجليزية)
- يوهان غيورغ إلزر على موقع مونزينجر (الألمانية)